# Kaitvesi
Kaitvesi är en fjärd i Finland. Den ligger i landskapet Egentliga Finland, i den sydvästra delen av landet, 140 km väster om huvudstaden Helsingfors.
Kaitvesi avgränsas av Kustö i norr, Jauhosaari i öster, Harvaluoto i sydöst, Önsholm i söder och Kirjalaön i väster. Den ansluter till Rävsundet i väster, Kukkarinsalmi i norr, Hirsund i öster och Suninsalmi i söder.